# Rossija Airlines
Rossija - Russian Airlines (in russo Россия - Российские авиалинии?), nome completo Società di trasporto pubblico «Rossija» (in russo Государственная транспортная компания «Россия»?), come commerciale GTK Rossija (in russo ГТК «Россия»?) è la seconda compagnia aerea di bandiera russa dopo Aeroflot, con sede all'Aeroporto di San Pietroburgo-Pulkovo. La compagnia era un'azienda pubblica gestita dall'amministrazione del Cremlino, dal febbraio 2010 è diventata una società per azioni, in vista di una futura privatizzazione.

## Storia

### Fusione con Pulkovo Aviation Enterprise
La compagnia aerea Rossiya venne fondata nel 1992 ed era interamente di proprietà del governo russo. All'inizio degli anni 2000, il governo decise di fondere la Rossiya Airlines con Pulkovo Airlines. Il processo di fusione iniziò nel dicembre 2004. Nel novembre 2006 venne annunciato che la fusione era stata completata e Rossiya Airlines era stata registrata a San Pietroburgo il 9 ottobre 2006; all'epoca la compagnia aveva una filiale a Mosca e 54 uffici in Russia e all'estero.

### Aeroflot Group

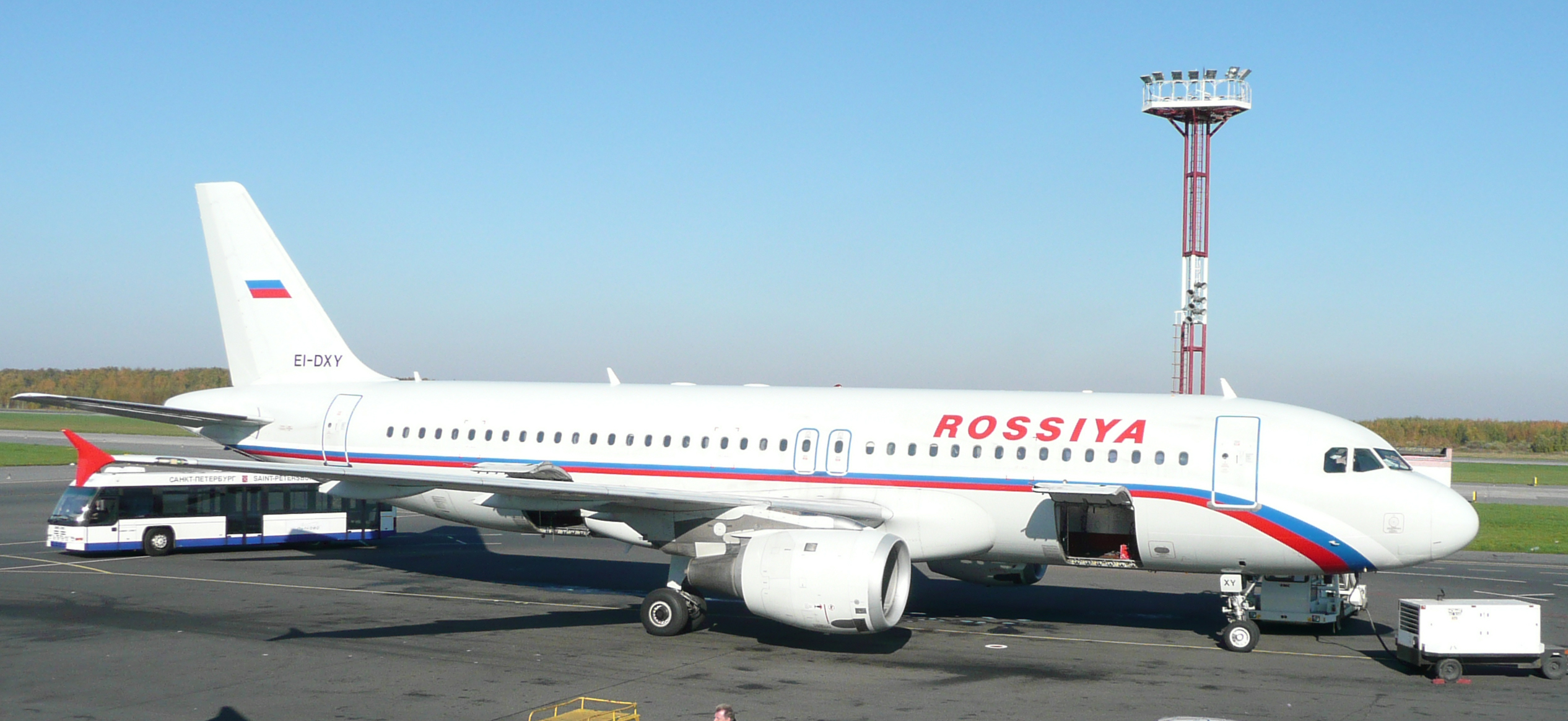
Un Airbus A320 con la vecchia livrea.

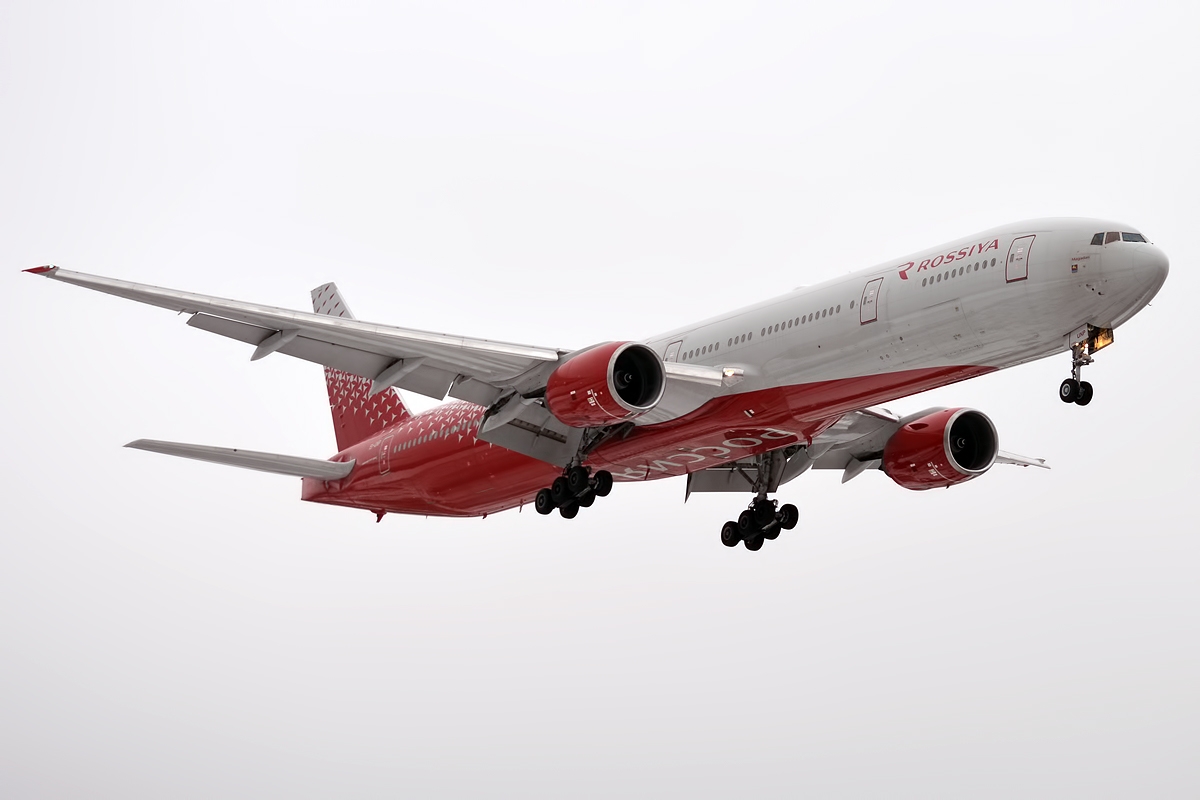
Un Boeing 777-300 dopo il rebranding.

Nel febbraio 2010, il governo russo ha annunciato che tutte le compagnie aeree regionali di proprietà statale gestite dalla holding Rostec sarebbero state consolidate nella compagnia di bandiera Aeroflot per aumentare la redditività finanziaria.
Il 16 novembre 2011, il 75% meno 1 delle azioni di Rossiya Airlines JSC sono state trasferite ad Aeroflot. A dicembre, il 25% più 1 delle azioni è stato donato al governo di San Pietroburgo. In conformità con il decreto del governo della città del 23 dicembre 2011, lo scopo principale del trasferimento era di garantire l'attuazione dei poteri degli organi esecutivi di San Pietroburgo per organizzare lo sviluppo del complesso dei trasporti della città.
Nel dicembre 2011 è stato firmato un decreto dal governo di San Pietroburgo che accettava il dono del 25% delle azioni della compagnia aerea da Rostec. Sono state trasferite alla città 229.726 azioni ordinarie nominative non documentarie. Il valore nominale di un titolo è di 1 migliaio di rubli. In totale, San Pietroburgo era diventata proprietaria del 25% più una delle quote di voto.
Nel 2014, la gestione commerciale di Rossiya Airlines JSC è stata trasferita alla capogruppo di Aeroflot. Nell'orario primavera-estate, i voli di Rossiya Airlines erano operati con un unico codice in comune con le compagnie di Aeroflot. Rossiya Airlines è diventata un partecipante al programma frequent flyer di Aeroflot.

### Fusione con Donavia e Orenair
Nel dicembre 2015, Aeroflot Group ha annunciato l'unificazione delle sue affiliate regionali Rossiya, Donavia e Orenair sotto il nome Rossiya (la più grande delle tre). Nel consolidamento è rimasta esclusa Aurora, una piccola compagnia aerea con sede a Yuzhno-Sakhalinsk. Rossiya, Donavia e Orenair servivano 48 destinazioni nazionali e 42 internazionali; la nuova Rossiya ha aggiunto alcune destinazioni servite da Transaero Airlines prima del suo crollo in ottobre. Alla fine di febbraio 2016 è stata completata la fusione delle tre compagnie aeree e il 27 marzo dello stesso anno sono iniziati i voli congiunti.

### Rebranding
Contemporaneamente alla presentazione della compagnia, il vettore ha avviato un processo di rebranding. È stata sviluppata e implementata una nuova livrea e allo stesso tempo è stata mantenuta la tradizione di nominare gli aerei con nomi di città russe: i primi furono San Pietroburgo, Rostov sul Don e Volgograd. Il nome e lo stemma della città sono posti nella parte anteriore della fusoliera sotto la cabina. Il progetto di rebranding è stato realizzato dall'Agenzia Otvetdesign. Il compito principale era quello di creare un'immagine luminosa, riconoscibile e memorabile della compagnia aerea. Nel lancio del rebranding, grande importanza è stata data alla continuità del logo precedente e allo stesso tempo a dargli nuove caratteristiche moderne.
Nell'aprile 2016, la compagnia aerea ha introdotto il primo Boeing 747-400 in una nuova livrea, dal nome San Pietroburgo.

### Sanzioni
L'8 aprile 2022 il Dipartimento del Commercio degli Stati Uniti ha limitato i voli sugli aeromobili prodotti negli Stati Uniti per Aeroflot, Aviastar, Azur Air, Belavia, Rossiya e Utair. Il 16 giugno gli Stati Uniti hanno ampliato le proprie restrizioni alle sei compagnie aeree dopo che sono state rilevate violazioni del regime sanzionatorio. L'obiettivo delle restrizioni è di mettere a terra la parte di flotta fabbricata negli Stati Uniti.
A luglio 2022, Rossiya Airlines ha rilevato tutte le operazioni del Sukhoi Superjet 100 dalla società madre Aeroflot.

## Strategia
L'aeroporto di Mosca-Vnukovo è la base tecnica della flotta della compagnia russa.
La Rossija Airlines ha una rete di voli domestici, ma effettua anche voli stagionali, voli charter, voli cargo. La Rossija Airlines inoltre collabora con le Poste della Russia.
L'attività principale della compagnia aerea russa è il trasporto di VIP per il Governo della Federazione Russa. Nel 2005 ha trasportato 2,8 milioni di passeggeri (1,4 milioni di passeggeri all'estero).
La Rossija Airlines sviluppa la tecnologia E-ticket che è disponibile sulla rete nazionale ed internazionale della compagnia utilizzando BSP (Billing and Settlement Plans). Dal 1º giugno 2008 tutti i biglietti emessi della compagnia russa sono E-ticket.
Nel 2009 la compagnia aerea ha trasportato 2,95 milioni di passeggeri, il 15,3% in meno rispetto al 2008.
Nel 2009, Skytrax, società di ricerca britannica nel campo dell'aviazione civile, ha consegnato il certificato di qualità a Rossija Airlines con un rating di due stelle.
Nel periodo gennaio - giugno 2010 la Rossija Airlines ha trasportato 1,3 milioni di passeggeri, il 11,1% in più rispetto allo stesso periodo del 2009. Nei primi sei mesi dell'anno gli aerei della compagnia aerea russa hanno effettuato 14.389 voli in linea con l'anno precedente.
Nel 2010 la compagnia aerea ha trasportato 3.072.829 passeggeri, il +4,3% in più rispetto al 2009.
Il 2 febbraio 2010, il Primo Ministro Vladimir Putin ha approvato la proposta del Ministero dei Trasporti circa la trasformazione della GTK "Rossiya" in una joint-stock company, la compagnia sarà aziendalizzata insieme alle altre imprese di trasporto aereo regionale dello Stato federale sotto la supervisione della società "Ростехнологии" (Russian Technologies), prima della successiva fusione con la compagnia Aeroflot.

## Flotta

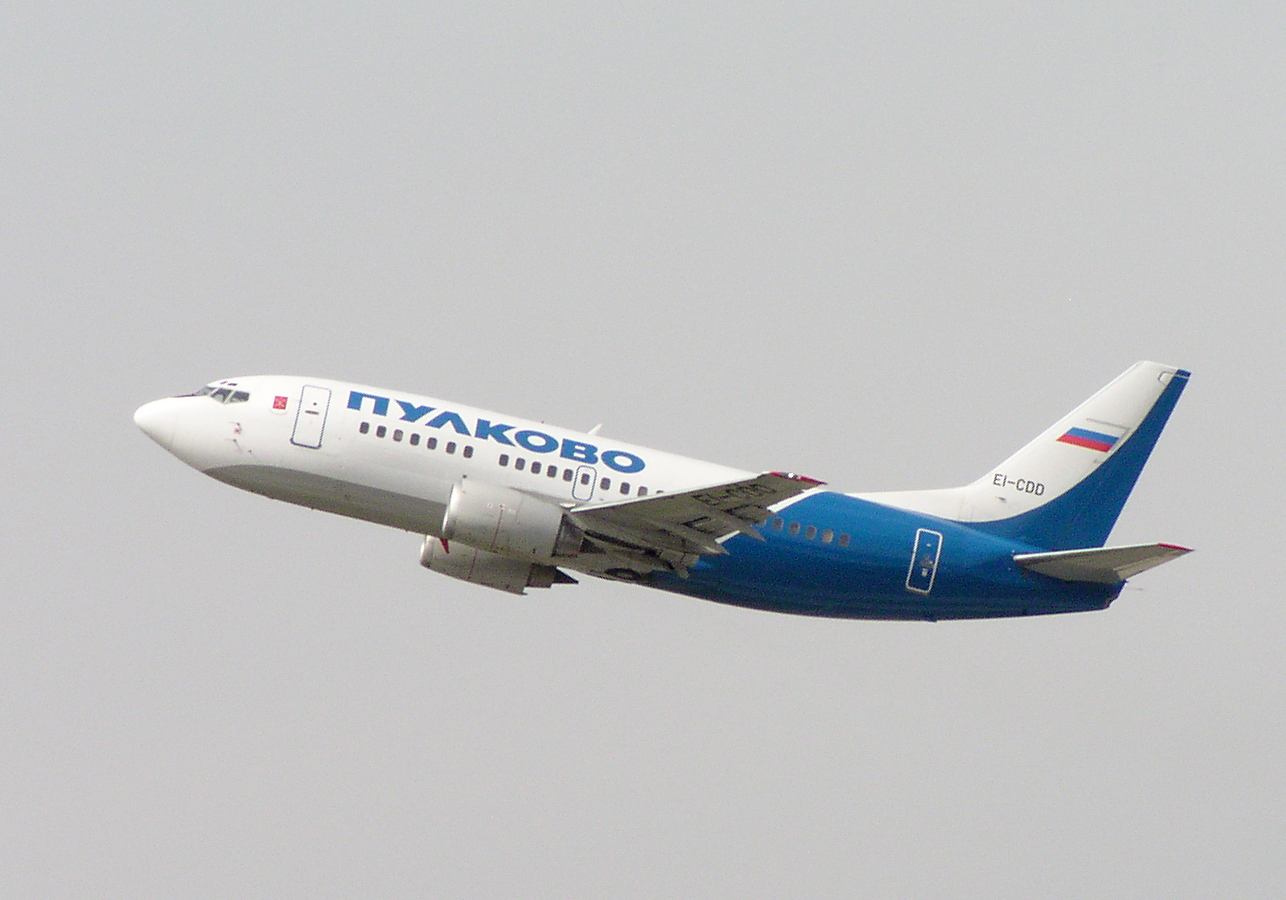
Un Boeing 737-500 della Pulkovo.

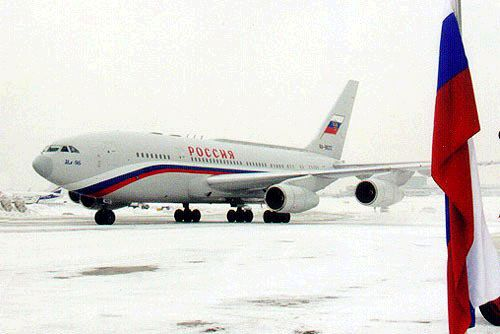
Un Ilyushin Il-96 del Presidente della Russia.

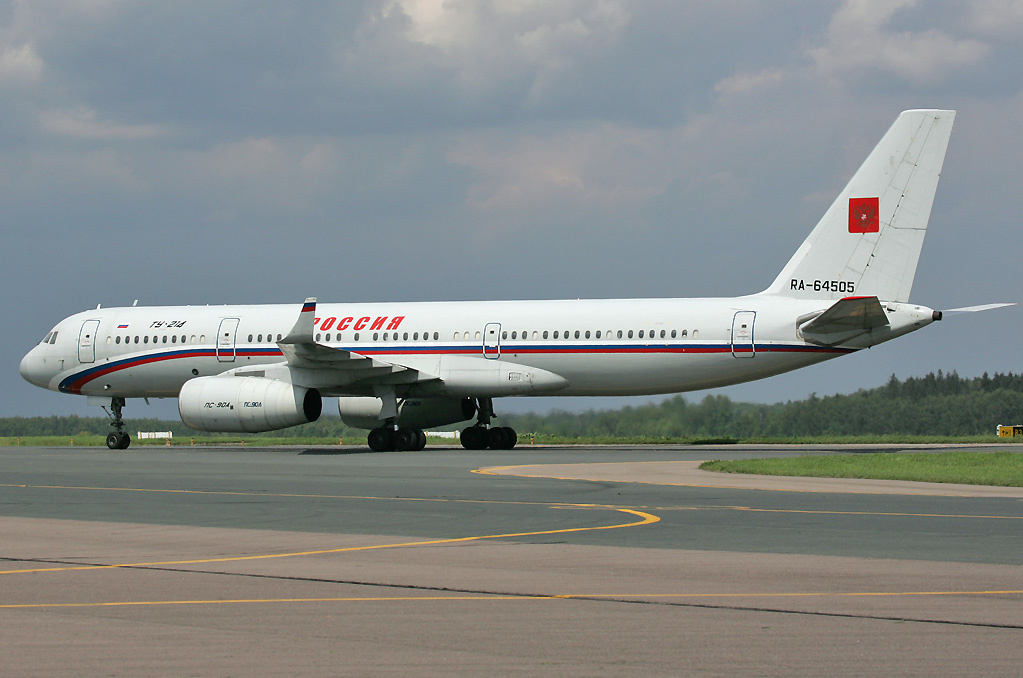
Un Tupolev Tu-214 di Rossija.

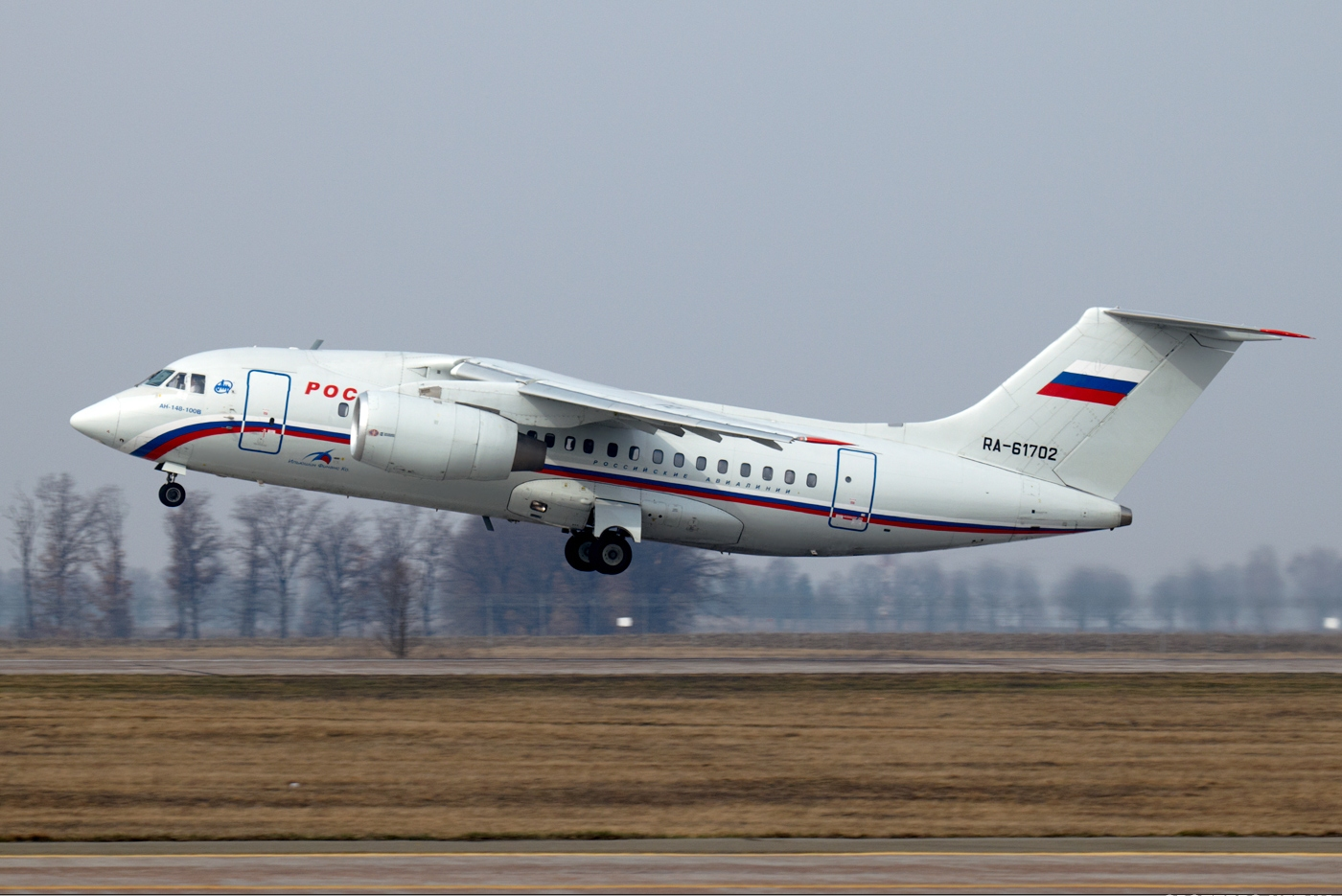
Un Antonov An-148 di Rossija.

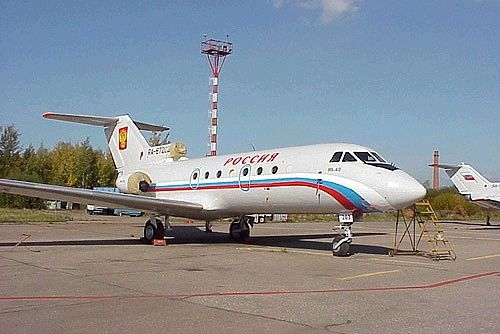
Un Yakovlev Yak-40 del Presidente della Russia.

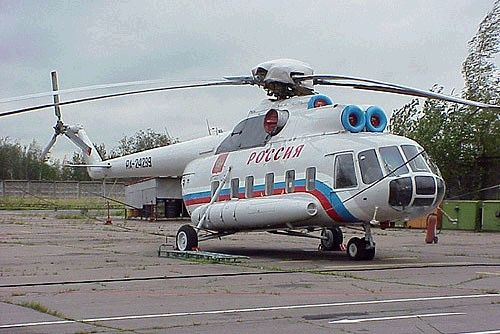
Un Mil Mi-8 del Presidente della Russia.

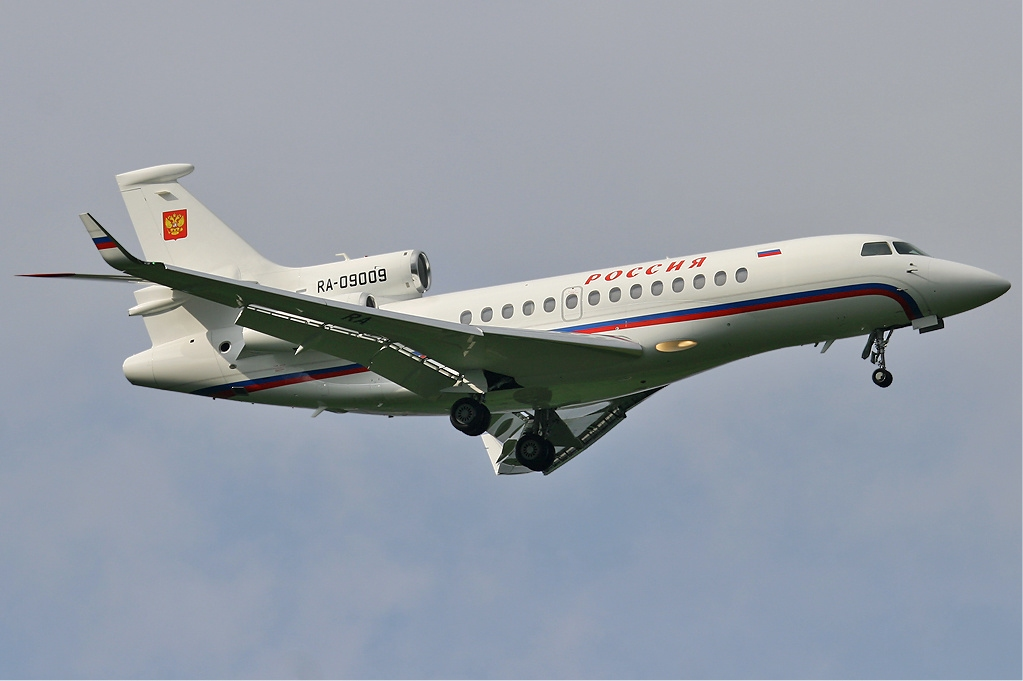
Un Dassault Falcon 7X della Rossija.

### Flotta attuale
A maggio 2025 la flotta di Rossija Airlines è così composta:

### Velivoli governativi
Benché la prima compagnia di bandiera della Russia sia Aeroflot, i voli governativi vengono operati da aerei di proprietà di Rossija, seconda compagnia di bandiera del Paese e sussidiaria di Aeroflot.

### Flotta storica
Rossija Airlines operava in precedenza con i seguenti aeromobili: